# Exocentrus pelidnus
Exocentrus pelidnus là một loài bọ cánh cứng trong họ Cerambycidae.